# إيبك غيمز ستور
إيبك غيمز ستور (بالإنجليزية: Epic Games Store) هي منصة توزيع رقمي من تطوير إيبك غيمز تم إصدارها في 6 ديسمبر 2018.

## المتجر
إيبك غيمز ستور هو متجر ألعاب متوفر في الويب وفي تطبيق. يمكن شراء الألعاب في الويب وفي التطبيق ولكن التطبيق ضروري لتحميل وتحديث الألعاب.
كل ألعاب إيبك غيمز الجديدة ستكون متوفرة بشكل حصري في المتجر وكما تخطط الشركة أن تقوم بتمويل المطورين ليصدروا ألعابهم في المتجر بشكل حصري.